# Palimna infausta
Palimna infausta är en skalbaggsart som först beskrevs av Francis Polkinghorne Pascoe 1859.  Palimna infausta ingår i släktet Palimna och familjen långhorningar.
Artens utbredningsområde är Sarawak. Inga underarter finns listade i Catalogue of Life.